# The Heptones
The Heptones é um trio vocal da Jamaica responsável pela transição do ska ao reggae através do rocksteady, nas décadas de 60 e 70.

## História
O trio vocal se inicia com Leroy Sibbles, Earl Morgan e Barry Llewelyin com o nome de The Hep Ones em 1965, em Kingston, capital da Jamaica. Logo o grupo muda de nome para The Heptones.
O trio gravou na era rocksteady da gravadora Studio One, sob o controle de Coxsone Dodd, desde o single "Fattie Fattie" de 1966. Entram na "era reggae" na mesma gravadora e gravam vários sucessos como "Message from a Black Man".
Em 1973, Leroy Sibbles migra para o Canadá e a banda só volta a se reunir em 1976 lançando as pedradas "Cool Rasta" e "Night Food". Em 1977, passam a gravar com o lendário produtor jamaicano Lee "Scratch" Perry dando um novo ânimo à carreira, com o lançamento do disco "Party Time" que contém uma faixa de revisitação da música "I Shall Be Released" de Bob Dylan.
Leroy Sibbles deixa o grupo mais uma vez para construir uma bem sucedida carreira solo, ainda em 1977. Dolphin "Nago" Morris o substitui. Com a mudança dos tempos da música jamaicana para uma cena mais "dreadlock", grupo passa a ser visto como uma pérola de tempos anteriores e termina, só voltando a se reunir em 1995, desde quando fazem turnês por todo o mundo.

## Discografia

### Singles
- Fattie Fattie (1966)
- I've Got a Feeling (1966)
- Get In the Groove (1967)
- Equal Rights (1968)
- Ain't Nobody Else (1968)
- Party Time (1966 - Studio One 1977 - Lee Perry)
- Pretty Looks (1969)
- Our Day Will Come (1972)
- Book of Rules (1973)
- Mistry Babylon (1977)
- Sufferers' Time (1978)

### Álbuns
- The Heptones (aka Fattie Fattie) (1967)
- On Top (1968)
- Black is Black (aka Ting a Ling) (1970)
- Freedom Line (1971)
- Book of Rules (1973)
- The Original Heptones (1976)
- Cool Rasta (1976)
- Night Food (1976)
- Party Time (1977)
- Better Days (1978)
- Good Life (1979)
- Mr. Skabeana (with Alton Ellis) (1980)
- Swing Low (1985)
- Changing Times (1986)
- Pressure! (1995)
- Deep in the Roots (2004)